# Tipula idiopyga
Tipula idiopyga är en tvåvingeart som beskrevs av Alexander 1949. Tipula idiopyga ingår i släktet Tipula och familjen storharkrankar. Inga underarter finns listade i Catalogue of Life.